# Rewaz Czcheidze
Rewaz (Rezo) Czcheidze (gruz. რევაზ ჩხეიძე; ur. 8 grudnia 1926 w Kutaisi, zm. 3 maja 2015 w Tbilisi) – radziecki i gruziński reżyser filmowy.

## Życiorys
W latach 1943–1946 studiował na wydziale reżyserskim Instytutu Teatralnego im. Szoty Rustawelego. W 1953 roku ukończył WGIK. Pracował w wytwórni tbiliskiej oraz wykładał historię filmu w Instytucie Teatralnym. Razem z Tengizem Abuładze zrealizowali dwa filmy krótkometrażowe: Nasz pałac oraz Państwowy Zespół Gruzińskich Tańców Ludowych.
Był inicjatorem odwilżowego nurtu neorealistycznego w kinie radzieckim. W latach 1973–1990 kierownik wytwórni filmowej Gruzja-Film (Kartuli Pilmi).

## Wybrana filmografia
- 1955: Osiołek Magdany
- 1956: Na naszym podwórku
- 1964: Ojciec żołnierza
- 1972: Korzenie prawdy
- 1980: Twój syn, Ziemio

## Nagrody i odznaczenia
- Nagroda Leninowska
- Ludowy Artysta Gruzińskiej SRR
- Order Lenina
- Order Czerwonego Sztandaru
- Order „Znak Honoru”